# パプアニューギニアの国旗
パプアニューギニアの国旗は、 1971年7月1日に制定された主に赤と黒で斜めに塗り分けられた旗である。
オーストラリアの国連信託統治領からの独立を前に行われた公募コンテストで当時15歳の女性スーザン・カリケ・フフメがデザインしたもの。
赤地部分には国鳥であるアカカザリフウチョウ(極楽鳥)のシルエットが描かれ、黒地部分には南十字星が描かれている。
赤と黒はパプアニューギニアの伝統色であると同時に、赤・黒・黄の組み合わせは同国を1918年まで支配したドイツ帝国の旗の色である。このフウチョウはパプアニューギニアの国章にも描かれている。

?軍艦旗
?現在の国旗（縦横比2:3の別タイプ）

## 歴史的な旗

?ドイツ領ニューギニアの旗。1889年-1914年
?ドイツ領ニューギニアの旗。1914年
?ドイツ帝国の旗。1889年-1914年
?オーストラリア統治下の1914年から1949年まで使われていた旗
?オーストラリア領・パプア準州の旗。1906年-1949年
?オーストラリア委任統治領・ニューギニア準州の旗。1914年-1949年。およびオーストラリア領・パプアニューギニア準州の旗。1949年-1965年。
?オーストラリア委任統治領・パプアニューギニア準州の旗。1949年-1970年
?オーストラリア委任統治領・パプアニューギニア準州の旗。1970年-1971年